# Triathlon ai XII Giochi panafricani - Individuale maschile
La gara individuale maschile dei XII Giochi panafricani si è svolta il 24 agosto 2019 a Rabat, in Marocco.
La competizione è stata vinta dal marocchino Badr Siwane, che ha preceduto il connazionela Mohammed El Mehdi Essadiq (argento) e l'algerino Oussama Hellal.

## Podio
| Oro     | Badr Siwane Marocco               |
| Argento | Mohammed El Mehdi Essadiq Marocco |
| Bronzo  | Oussama Hellal Algeria            |

## Risultati
| Class   | Atleta                     | Nazione   | Tempo   |
| ------- | -------------------------- | --------- | ------- |
| Oro     | Badr Siwane                | Marocco   | 57:48   |
| Argento | Mohammed El Mehdi Essadiq  | Marocco   | 58:04   |
| Bronzo  | Oussama Hellal             | Algeria   | 58:47   |
| 4       | Timothee Guy Hugnin        | Mauritius | 58:53   |
| 5       | Nabil Kouzkouz             | Marocco   | 59:43   |
| 6       | Nazim Omar Benyelles       | Algeria   | 1:01:06 |
| 7       | Mohamed Aziz Sebai         | Tunisia   | 1:01:12 |
| 8       | Seifeddine Selmi           | Tunisia   | 1:01:22 |
| 9       | Mamadou Diop               | Senegal   | 1:06:24 |
| 10      | Mohamed Shehata            | Egitto    | 1:06:44 |
| 11      | Matthew Anthony Denslow    | Zimbabwe  | 1:08:08 |
| 12      | Jean Gael Laurent L'Entete | Mauritius | 1:08:38 |
| 13      | Abdalla Mansour            | Kenya     | 1:08:54 |
| 14      | Jordyn Liam Jacobs         | Zimbabwe  | 1:09:03 |
| 15      | Hamadel Nestor Ndiaye      | Senegal   | 1:10:24 |
| 16      | Soud Hassan Soud           | Kenya     | 1:20:56 |
| 17      | Mohamed Khalil             | Egitto    | dnf     |